# IC 444
IC 444 ist ein Reflexionsnebel im Sternbild Gemini auf der Ekliptik. Das Objekt wurde am 25. September 1892 vom deutschen Astronomen Max Wolf entdeckt.